# Homo Sapiens (band)
Homo Sapiens is een Italiaanse band uit de jaren 70. De band heette eerst I tarli maar veranderde zijn naam in 1974 in Homo Sapiens. 
De groep bestond uit Mario Mazzanti (1948), Robustiano Pellegrini (1947), Claudio Lumetta (1951), Maurizio Nuti (1956).
In 1977 wonnen ze het San Remo Festival met het lied Bella da morire. Ze hadden ook een grote hit met Tornerai, tornerò.

## Liedjes
- Bella da morire
- Tornerai, tornerò
- Un' estate fa
- L'ora dell'amore
- Cantando cantando
- Tempo migliore
- Noa Noa
- Eternità
- E finisci cosí
- Fammi credere
- Applausi
- Provaci Ancora
- Ester
- Vivo di Musica
- Pecos Bill
- Tunisi
- Una goccia di malinconia
- L'ultimo volo
- Io per lei
- Due mele
- Presagio di mare